# Ludwig Uhland (SA-Mitglied)
Ludwig Adolf Gustav Uhland (* 28. Juli 1888 in Stuttgart; † 29. Januar 1945 in Tübingen) war ein deutscher SA-Führer, zuletzt Obergruppenführer.

## Leben und Wirken

### Jugend und Erster Weltkrieg
Ludwig Uhland war ein Sohn des Dozenten Theodor Uhland (1858–?) und seiner Ehefrau Emilie, geborene Kussmaul (1864–1928). Er wurde am 2. September 1888 getauft. In seiner Jugend besuchte er ein humanistisches Gymnasium, das er 1908 mit dem Abitur verließ. Anschließend schlug er die Offizierslaufbahn ein: Mit Eintrittsdatum vom 1. Juli 1908 trat er als Fahnenjunker in das Infanterie-Regiment „Kaiser Friedrich, König von Preußen“ (7. Württembergisches) Nr. 125 ein. In diesem wurde er bis zu seinem Ausscheiden aus der Armee 1920 nacheinander zum Leutnant, Oberleutnant und Hauptmann befördert. Im Krieg wurde er zudem mit diversen Orden wie dem Eisernen Kreuz beider Klassen ausgezeichnet.
Von 1914 bis 1918 nahm Uhland am Ersten Weltkrieg teil, in dem er durchweg an der Westfront eingesetzt wurde. Im Krieg erlitt er mehrere Verwundungen. Am 20. Juni 1917 heiratete er in Stuttgart Helene Heyge (* 17. November 1893 in Stuttgart). Aus der Ehe gingen die beiden Söhne Werner (* 1920) und Wolf-Dieter (* 1922) hervor.

### Weimarer Republik und Karriere in der SA
In den 1920er Jahren verdiente Uhland seinen Lebensunterhalt als Bürochef, Geschäftsführer, Betriebsführer und reisender Vertreter in der Textilindustrie in Stuttgart, Berlin und Frankfurt am Main.
Am 1. Oktober 1930 trat Uhland in die NSDAP (Mitgliedsnummer 333.096) ein. Bald danach, am 1. Dezember 1930 folgte sein Eintritt in die SA. In der Zeit vom 1. Januar bis 1. April 1931 war er Leiter von SA-Führer-Kursen und wurde mit Wirkung vom 15. April 1931 als Stabsleiter der SA-Gruppe Südwest dem Führer dieser Gruppe, Dietrich von Jagow, zur Seite gestellt. Diese Stellung behielt er knapp drei Jahre – auch nach der Erhebung der Gruppe zur Obergruppe V am 1. April 1933 – bis zum 28. Februar 1934 bei und wurde in dieser Zeit zum SA-Gruppenführer (Generalleutnant) befördert. Anschließend war er vom 1. März 1934 bis 15. Juli 1934 Inspekteur des SA-Gebietes Mitte mit Dienstsitz in Hannover.
Nach der Röhm-Affäre vom Frühsommer 1934 wurde Uhland am 20. Juli 1934 als Nachfolger des am 1. Juli 1934 erschossenen Wilhelm Sander mit der Wahrnehmung der Geschäfte des Stabsführers der damals rund 200.000 Mann umfassenden SA-Gruppe Berlin-Brandenburg beauftragt. In dieser Eigenschaft organisierte er in den folgenden Monaten zusammen mit dem zur selben Zeit als neuen Führer der Gruppe eingesetzten Dietrich von Jagow die politische Säuberung der Berliner SA von vermeintlichen oder tatsächlichen Anhängern des Kreises um Ernst Röhm im Rahmen von sogenannten SA-Sondergerichten. Außerdem wickelte er die massive personelle Reduzierung der Berliner SA in den folgenden Jahren ab.
Am 15. September 1935 wurde Uhlands Status als Stabsführer von probeweise „mit der Führung beauftragt“ (m.d.F.b.) in eine ständige Stellung als Stabsführer umgewandelt, die er bis zum 31. Oktober 1936 beibehielt.

### Karriere im RLB
Ab Oktober 1936 nahm Uhland führende Aufgaben beim Reichsluftschutzbund (RLB) wahr: Vom 1. Oktober 1936 bis 31. Oktober 1936 war er zur Einarbeitung beim Präsidium der RLB-Gruppe Reichshauptstadt und Brandenburg in Berlin. Vom 1. November 1936 bis zum 31. März 1940 bekleidete er dann den Posten des Führers der RLB-Gruppe Rheinland mit Dienstsitz in Düsseldorf. Unterbrochen wurde diese Tätigkeit von Januar bis April 1939 durch die Übernahme der Funktion des Leiters der Organisation der Werbungsaktion bei der Erstellung der RLB-Gruppe Sudetenland in Gablonz. In der SA war er während dieser Zeit gemäß Führerbefehl Nr. 47 seit dem 9. Januar 1937 als Gruppenführer z.V. der SA-Gruppe Niederrhein zugeteilt.
Am 1. April 1940 wurde Uhland dann zum Führer der neugegründete RLB-Gruppe Wartheland ernannt. Zum 1. April 1942 wurde er zugleich mit dem Dienstgrad eines Generalluftschutzführers als kommissarischer Führer der neu zu erstellenden RLB-Gruppe Westmark kommandiert.
Seinen höchsten Rang in der SA erreichte Uhland schließlich am 30. Januar 1942 mit der Ernennung zum Obergruppenführer.
Uhland starb im Januar 1945 im Reserve-Lazarett I, Neues Standortlazarett, in Tübingen.

### Nachkriegszeit
Ab 1945 wurde Uhland bzw. sein Nachlass in Baden-Württemberg entnazifiziert.

## Beförderungen
- 18. Dezember 1931: SA-Oberführer
- 1. April 1933: SA-Gruppenführer (gemäß „Führerbefehl“ Nr. 13)
- 30. Januar 1942: SA-Obergruppenführer

## Ehe und Familie
Uhland heiratete am 20. Juni 1917 in Stuttgart Helence Lucie Heyge.

## Archivarische Überlieferung
Im ehemaligen Berlin Document Center, das heute im Bundesarchiv Berlin verwahrt wird, haben sich SA-Personalunterlagen zu Uhland erhalten. Die Verfahrensakten zu seinem Spruchkammerverfahren sind wiederum im Landesarchiv Baden-Württemberg, in der Dienststelle Ludwigsburg, erhalten geblieben (EL 902/6 Bü 22857 und 22878). Dort liegen zudem Paßakten der 1920er Jahre (F 215 Bü 53 und 297).